# Amore a prima vista
Amor a primera vista és una pel·lícula en italià de 1958 dirigida per Franco Rossi. Fou filmada a la Costa Brava, el Garraf, el Montseny, Ischia i Roma.

## Argument
La Marina és filla d'un ric armador que va de viatge a Catalunya per trobar-se amb el seu pare, acompanyada de la seva secretària, però el seu pare endarrereix l'arribada i tenen uns dies lliures per la ciutat.